# Adam Foote
Adam David Vernon Foote, född 10 juli 1971 i Toronto, Ontario, är en kanadensisk ishockeytränare och före detta professionell ishockeyspelare som tränar Vancouver Canucks i National Hockey League (NHL) sedan den 14 maj 2025.
Han var en fysisk defensiv back under sin aktiva karriär och spelade 1 154 matcher i NHL för lagen Quebec Nordiques, Colorado Avalanche och Columbus Blue Jackets.

## Spelarkarriär
Foote debuterade i NHL med Quebec Nordiques säsongen 1991/1992. Han spelade fyra säsonger i Quebec innan laget flyttades till Denver och blev Colorado Avalanche. Under tretton säsonger i Avalanche var han en av lagets viktigaste backar, och vann Stanley Cup med laget 1996 och 2001. Footes tunga fysiska och ibland småfula spel gjorde att han ofta fick "punktmarkera" motståndarnas bästa forwards.
Under åren i Columbus Blue Jackets var Foote lagets kapten.
Foote har även representerat det kanadensiska ishockeylandslaget vid ett antal tillfällen. Bland hans största meriter i internationella idrottssammanhang kan OS 2002 i Salt Lake City nämnas, samt World Cup 2004 då han vann guld vid de båda turneringarna.
Efter att Joe Sakic slutat 2009 blev Foote ny kapten för Colorado.
Efter säsongen 2010–2011 stod det klart att Foote slutade på grund av alla skadebekymmer han dragits med de.
13 april 2013 bekräftades det att Adam Foote kommer att få sin tröja hissad i Pepsi Center. Foote blir den femte spelaren totalt i Colorado Avalanche att få sitt tröjnummer pensionerat. De tidigare är Ray Bourque, Patrick Roy, Joe Sakic och Peter Forsberg.

## Meriter
- Nominerad till OHL First All-Star team säsongen 1990–1991.
- Vann Stanley Cup med Colorado Avalanche 1996 och 2001.
- Vann OS-guld med Kanada vid 2002.
- Vann World Cup championship med Kanada 2004.

## Privat
Adam Foote är far till Cal Foote och Nolan Foote som spelar för Tampa Bay Lightning respektive New Jersey Devils i NHL.

## Statistik

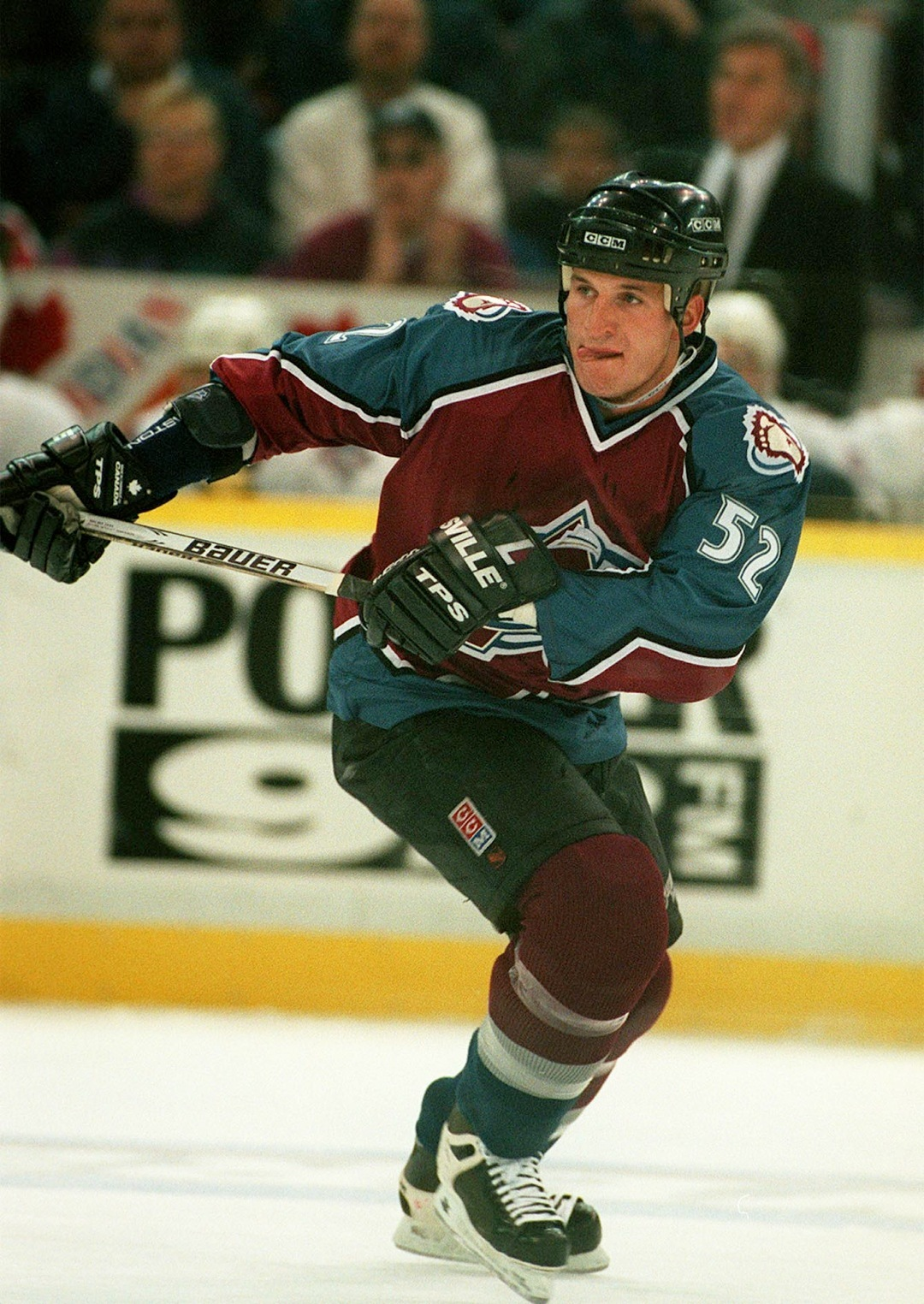
Adam Foote 1997.

### Klubbkarriär
| Säsong     | Lag                         | Liga       | Matcher | Mål | Assist | Poäng | Utv  | Matcher | Mål | Assist | Poäng | Utv |
| 1987–88    | Whitby Midgets              | OMHA       | 65      | 25  | 43     | 68    | 108  | —       | —   | —      | —     | —   |
| 1988–89    | Sault Ste. Marie Greyhounds | OHL        | 66      | 7   | 31     | 38    | 120  | —       | —   | —      | —     | —   |
| 1989–90    | Sault Ste. Marie Greyhounds | OHL        | 61      | 12  | 43     | 55    | 199  | —       | —   | —      | —     | —   |
| 1990–91    | Sault Ste. Marie Greyhounds | OHL        | 59      | 18  | 51     | 69    | 93   | 14      | 5   | 12     | 17    | 28  |
| 1991–92    | Halifax Citadels            | AHL        | 6       | 0   | 1      | 1     | 2    | —       | —   | —      | —     | —   |
| 1991–92    | Québec Nordiques            | NHL        | 46      | 2   | 5      | 7     | 44   | —       | —   | —      | —     | —   |
| 1992–93    | Québec Nordiques            | NHL        | 81      | 4   | 12     | 16    | 168  | 6       | 0   | 1      | 1     | 2   |
| 1993–94    | Québec Nordiques            | NHL        | 45      | 2   | 6      | 8     | 67   | —       | —   | —      | —     | —   |
| 1994–95    | Québec Nordiques            | NHL        | 35      | 0   | 7      | 7     | 52   | 6       | 0   | 1      | 1     | 14  |
| 1995–96    | Colorado Avalanche          | NHL        | 73      | 5   | 11     | 16    | 88   | 22      | 1   | 3      | 4     | 36  |
| 1996–97    | Colorado Avalanche          | NHL        | 78      | 2   | 19     | 21    | 135  | 17      | 0   | 4      | 4     | 62  |
| 1997–98    | Colorado Avalanche          | NHL        | 77      | 3   | 14     | 17    | 124  | 7       | 0   | 0      | 0     | 23  |
| 1998–99    | Colorado Avalanche          | NHL        | 64      | 5   | 16     | 21    | 92   | 19      | 2   | 3      | 5     | 24  |
| 1999–00    | Colorado Avalanche          | NHL        | 59      | 5   | 13     | 18    | 98   | 16      | 0   | 7      | 7     | 28  |
| 2000–01    | Colorado Avalanche          | NHL        | 35      | 3   | 12     | 15    | 42   | 23      | 3   | 4      | 7     | 47  |
| 2001–02    | Colorado Avalanche          | NHL        | 55      | 5   | 22     | 27    | 55   | 21      | 1   | 6      | 7     | 28  |
| 2002–03    | Colorado Avalanche          | NHL        | 78      | 11  | 20     | 31    | 88   | 6       | 0   | 1      | 1     | 8   |
| 2003–04    | Colorado Avalanche          | NHL        | 73      | 8   | 22     | 30    | 87   | 11      | 0   | 4      | 4     | 10  |
| 2005–06    | Columbus Blue Jackets       | NHL        | 65      | 6   | 16     | 22    | 89   | —       | —   | —      | —     | —   |
| 2006–07    | Columbus Blue Jackets       | NHL        | 59      | 3   | 9      | 12    | 71   | —       | —   | —      | —     | —   |
| 2007–08    | Columbus Blue Jackets       | NHL        | 63      | 1   | 14     | 15    | 95   | —       | —   | —      | —     | —   |
| 2007–08    | Colorado Avalanche          | NHL        | 12      | 0   | 1      | 1     | 12   | 10      | 0   | 0      | 0     | 6   |
| 2008–09    | Colorado Avalanche          | NHL        | 42      | 1   | 6      | 7     | 30   | —       | —   | —      | —     | —   |
| 2009–10    | Colorado Avalanche          | NHL        | 67      | 0   | 9      | 9     | 64   | 6       | 0   | 1      | 1     | 10  |
| 2010–11    | Colorado Avalanche          | NHL        | 47      | 0   | 8      | 8     | 33   | —       | —   | —      | —     | —   |
| NHL totalt | NHL totalt                  | NHL totalt | 1154    | 66  | 242    | 308   | 1534 | 170     | 7   | 35     | 42    | 298 |